# کازوتومو یونیاما
کازوتومو یونیاما (انگلیسی: Kazutomo Yoneyama؛ زادهٔ ۱۲ سپتامبر ۱۹۶۱) بازیکن والیبال اهل ژاپن بود.